# Burgkapelle Kaprun

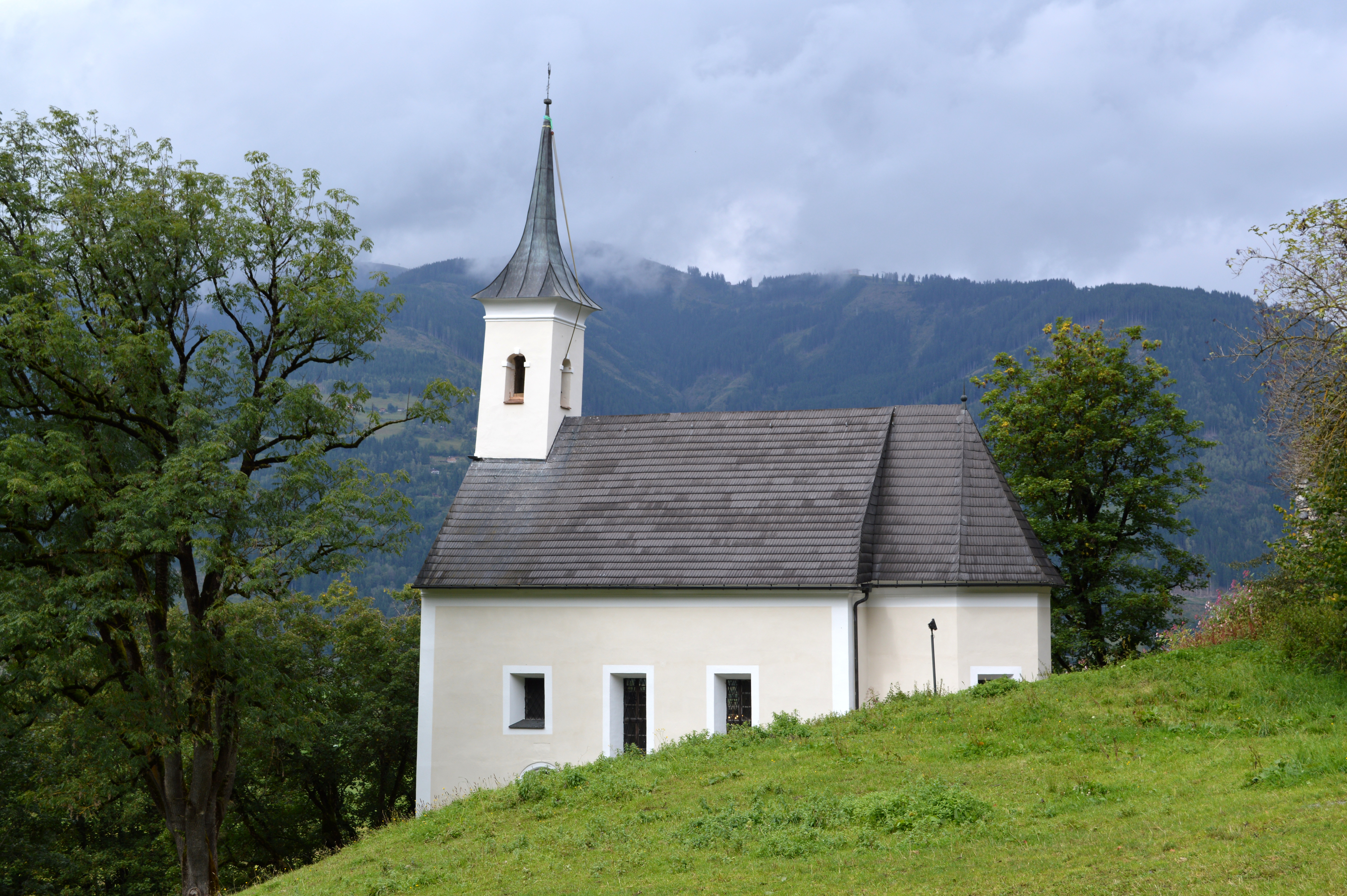
Die Burgkapelle Kaprun

Die Burgkapelle Kaprun, auch Schloßkapelle Kaprun oder Jakobskapelle genannt, ist eine römisch-katholische Kapelle in Kaprun. Kaprun ist eine Gemeinde im Pinzgau des Landes Salzburg. Die Kapelle ist der Pfarrkirche St. Margareta in Kaprun unterstellt und dem heiligen Jakobus dem Älteren gewidmet. Sie wurde in der zweiten Hälfte des 16. Jahrhunderts errichtet und in der ersten Hälfte des 18. Jahrhunderts vollständig barockisiert. Ein Großteil des Kircheninventars, darunter die Altäre, stammen aus dem 18. Jahrhundert.

## Lage
Die Burgkapelle steht am östlichen Ortsrand von Kaprun auf einem Felssporn westlich der Burg Kaprun. Auf einer Seehöhe von etwa 790 m ü. A. Südwestlich verläuft die Schloßstraße an der Burgkapelle vorbei.

## Geschichte
Die heutige Burgkapelle wurde spätestens 1562 erbaut. Als wahrscheinlicher Bauherr oder Stifter kommt die Familie Diether von Schedling in Frage, die ab 1510 als Pfleger auf der Burg Kaprun saß. Von dieser Familie ist ein Grabstein in der Burgkapelle erhalten. Das südliche Rundbogenportal im Stil der Spätgotik könnte aus dem frühen 16. Jahrhundert stammen und wäre damit älter als der Kapellenbau. Da sich spätgotische Elemente aber teilweise noch in der Architektur des späten 16. Jahrhunderts wiederfanden, könnte es auch nach 1560 entstanden sein.
In den Jahren 1734 und 1736 wurde die Kapelle vollständig barockisiert, worauf ein Chronogramm am Fronbogen hinweist. Während des Zweiten Weltkrieges, zwischen 1940 und 1945 drangen insgesamt 13-mal Mitglieder der Hitlerjugend in die Burgkapelle ein und verwüsteten sie. Dabei wurden auch Teile des Inventars gestohlen oder zerstört. Nach dem Ende des Zweiten Weltkrieges waren bis 1948 ein Großteil der Schäden repariert und gestohlene oder verloren gegangene Gegenstände durch Inventar der Pfarrkirche ersetzt worden. Eine Gesamtrestaurierung der Kapelle erfolgte von 1989 bis 1994.
Weitere Renovierungsarbeiten wurden 2017 durchgeführt.

## Architektur

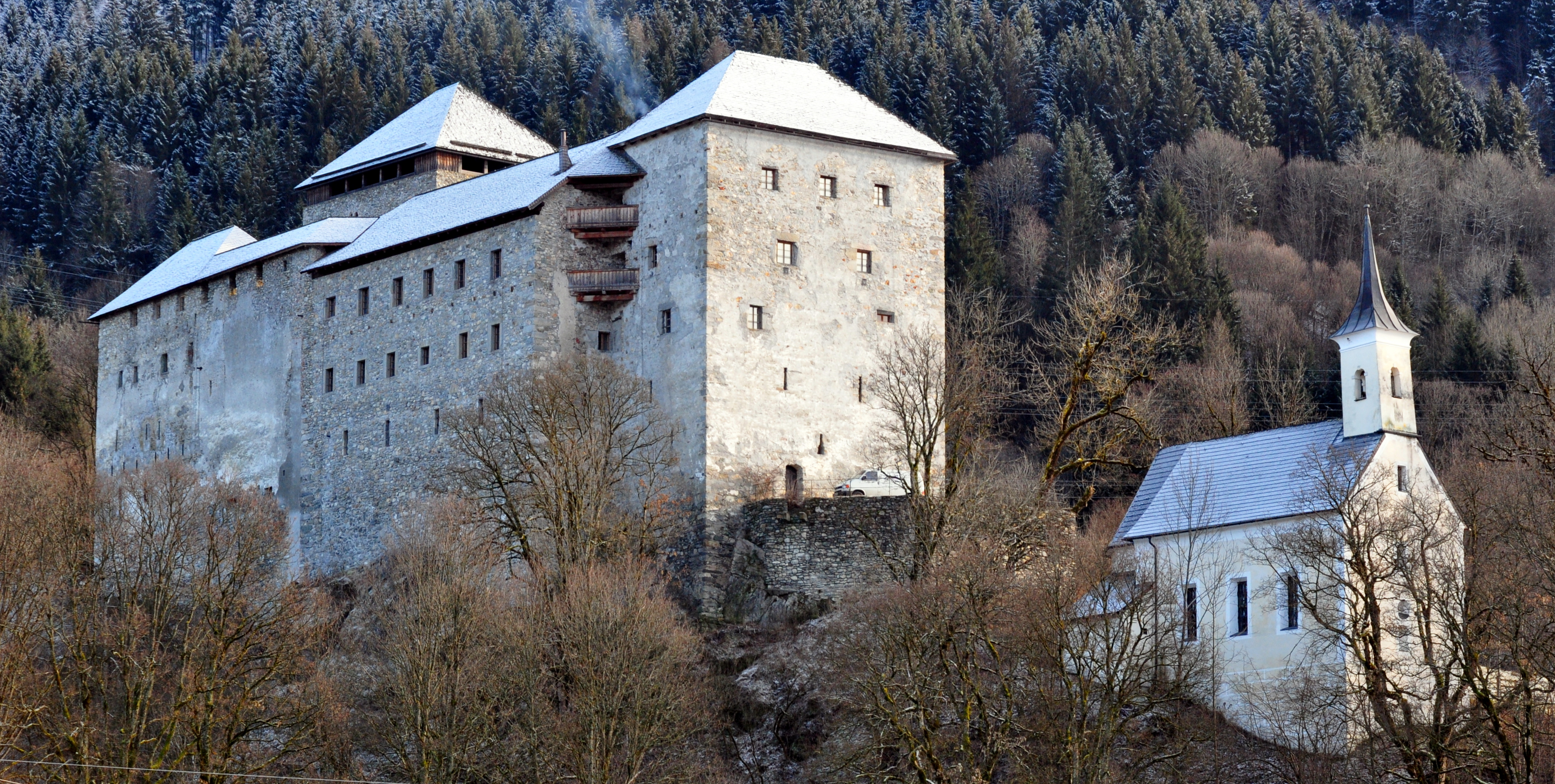
Blick von Nordwesten auf die Burg Kaprun und die Burgkapelle

Die Burgkapelle ist ein einfaches spätgotisches Bauwerk, das im zweiten Viertel des 18. Jahrhunderts vollständig barockisiert wurde. Das Gebäude ist ein einschiffiger Kirchenbau mit auf der Westfassade aufgesetztem gemauerten Dachreiter. Es ist nach Osten ausgerichtet und im Norden ist an den Chor eine Sakristei angebaut. Das gesamte Bauwerk steht unter Denkmalschutz (Listeneintrag).

### Außenbeschreibung
Die Außenwände der Kapelle sind einfach gehalten, glatt verputzt und werden durch gemalte Ecklisenen sowie Fenster- und Türrahmen gegliedert. Das Kirchenschiff hat ein Satteldach; es ist wie das Walmdach des Chors und das Pultdach der Sakristei mit Schindeln gedeckt. Auf dem Dachgrat des Chors steht im Osten zur Verzierung eine Metallkugel mit Spitze. Durch je drei rechteckige Fenster an der Nord- und Südseite fällt Licht in das Langhaus. In der Ostmauer des Langhauses, südlich des Chors ist eine rundbogige Nische in die Mauer eingelassen. Die Westmauer hat zwei übereinander angeordnete Rechteckfenster, darunter liegen eine runde sowie eine rechteckige Nische. Durch das spätgotische gekehlte Rundbogenportal an der Südseite des Langhauses gelangt man ins Kircheninnere. An der Nord- und Südseite des Chores befindet sich je ein rechteckiges Fenster.
Der Dachreiter mit Glocke ist wie das Kirchenschiff glatt verputzt und gegliedert. Er hat einen mit Blech gedeckten Pyramidenhelm. Das Dach endet in einer Turmkugel mit Kreuz und darauf aufgesetztem Wetterhahn. Jede der vier Seiten des Dachreiters hat ein rundbogiges Schallfenster. Die Sakristei hat an der Ostmauer ein rechteckiges Fenster und darüber eine rechteckige Wandöffnung.

### Innenraum

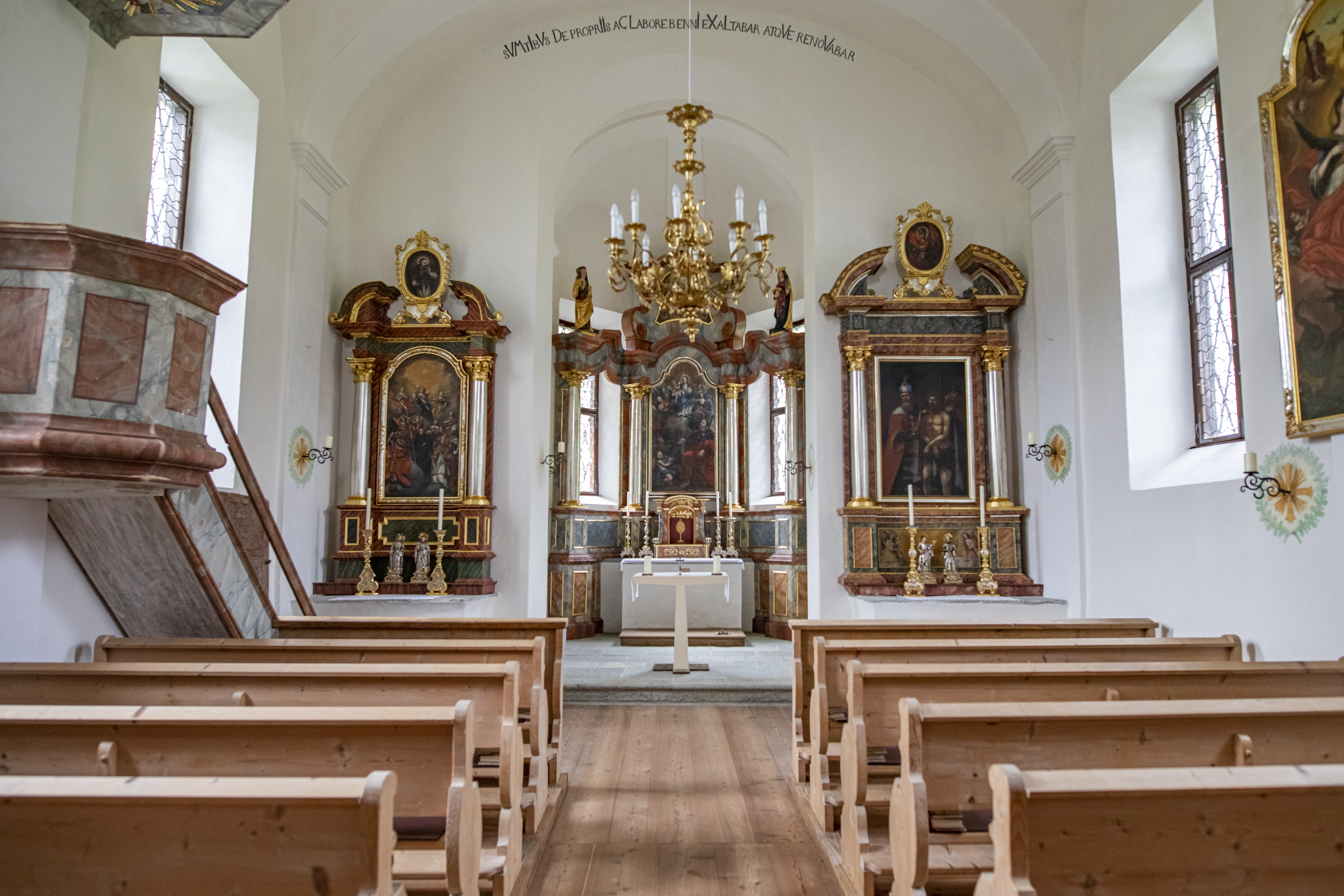
Blick durch das Langhaus auf den Chor

Das dreijochige Langhaus ist im Kern spätgotisch und wurde 1734/36 barockisiert. Einfache breite und flache Wandpfeiler mit profilierten Kapitellen tragen ein flaches Kreuzgratgewölbe mit Gurtbögen. Die hölzerne Empore im westlichen Joch des Langhauses ist über eine Treppe an der Westseite des Langhauses zugänglich.
Ein eingezogener, rundbogiger Fronbogen trennt den schmäleren einjochigen Chor mit innen abgerundetem dreiseitigen Schluss mit seitlichen Zwickelfeldern vom Langhaus. Ihm gegenüber ist der Chor um eine Stufe erhöht. Das Gewölbe im Chorschluss wird von einem Gurtbogen gebildet zu dem diagonal zwei Stichkappen verlaufen. Im Norden ist die Sakristei an den Chor angebaut; sie ist durch eine Tür vom Chor aus zu erreichen.

## Ausstattung

### Chorbereich
Der barocke Hochaltar wurde 1736 von dem Zeller Tischler Georg Perweg angefertigt und aufgestellt; der Maler Franz Xaver Kurz fasste den Altar farbig. Die Mensa ist blockartig und das darauf aufgesetzte Altarretabel füllt den gesamten Chorschluss aus, wobei es die beiden seitlichen Chorfenster einbezieht. Zentral auf der Mensa steht das Tabernakel aus der zweiten Hälfte des 18. Jahrhunderts, auf dessen Tür eine Monstranz dargestellt ist. Das Altarblatt wurde vermutlich von Franz Xaver Kurz 1736 gemalt. Es zeigt den heiligen Jakobus in Pilgertracht, wie er vor Maria mit dem Jesuskind kniet; mehrere Engel beobachten die Szene. Das Altarblatt wird auf jeder Seite von einer Säule flankiert. Zwischen diesen Säulen und einem weiteren Säulenpaar am Ende der Seitenteile des Altares befinden sich die Chorfenster. Ein spitz gewelltes Gesims verbindet die beiden Seitenteile mit dem Mittelteil. In der Aufsatzzone über dem Gesims steht auf dem linken Seitenteil eine Figur der heiligen Barbara mit dem Turm in der Hand, in dem sie ihr Vater vor der Außenwelt abschirmte. Auf dem rechten Seitenteil ist es eine Figur der heiligen Katharina mit dem zerbrochenen Rad, auf dem sie gemartert wurde. Diese Figuren sind Kopien der spätgotischen Originale, die sich seit dem Zweiten Weltkrieg in der Pfarrkirche Kaprun befinden. Der Auszug des Mittelteils ist von Voluten gerahmt. In ihm ist ein Bild angebracht, das die Heilige Dreifaltigkeit zeigt.
Vor dem Hochaltar wurde im Juni 2017 ein Altartisch aufgestellt.

### Langhaus
Die beiden hochbarocken Seitenaltäre an den beiden Enden des Fronbogens stammen aus der Zeit vor Barockisierung der Kapelle. Am linken Seitenaltar steht an der Predella die Jahreszahl 1710. Beide Altäre sind sehr ähnlich aufgebaut und haben ein von zwei Säulen flankiertes Altarblatt sowie ein ovales Bild im Aufsatz. Die ursprünglichen Altarbilder zeigten die Krönung Mariens sowie Jakobus und Sebastian, während die Ovalbilder die heilige Anna und den heiligen Johannes Nepomuk darstellten. Alle vier Bilder wurden gestohlen und 1948 durch Bilder aus dem Bestand der Pfarre ersetzt. Das aus dem zweiten Drittel des 18. Jahrhunderts stammende Altarbild des linken Seitenaltars zeigt die 14 Nothelfer, während am Aufsatz ein Bildnis des heiligen Johannes Nepomuk angebracht ist. Das wahrscheinlich im 17. Jahrhundert gemalte Altarbild des rechten Seitenaltares ist eine Ecce-homo-Darstellung, Pontius Pilatus zeigt dem versammelten Volk den gegeißelten Jesus. Am Aufsatzbild dieses Altares ist der heilige Georg dargestellt. Die beiden spätbarocken Aufsatzbilder wurden vermutlich um 1736 gemalt.
Die barocke Kanzel ist an der nördlichen Langhauswand aufgestellt. An der Unterseite des Schalldeckels ist eine Heiliggeisttaube mit Strahlenkranz angebracht. In die Wand neben dem Kanzelaufgang ist ein Wappengrabstein aus Marmor eingemauert. Die in Rollwerkkartuschen angebrachten Inschriften erinnern an Caspar Diether von Schedling († 1563) und Balthasar Diether von Schedling († 1568), die wahrscheinlich Stifter und Erbauer der Kapelle waren. An der südlichen Langhauswand, gegenüber der Kanzel, hängt ein Bildnis der heiligen Margareta, die mit einem Schwert einen Drachen tötet. Bei diesem Bild handelt es sich um das ehemalige Altarbild der Pfarrkirche, das sich dort bis zu Beginn des 20. Jahrhunderts auf dem Hochaltar befand. Laut einer Inschrift wurde es im zweiten Viertel des 18. Jahrhunderts von Jacob Mayr restauriert. Ein Bildnis, das die heilige Helena zeigt, hing ursprünglich auch in der Kapelle, befindet sich aber mittlerweile in Verwahrung.
Auf der Langhausseite des Fronbogens ist das lateinische Chronogramm „SVMTIBVS DE PROPRIIS AC LABORE BENNI EXALTABAR ATQVE RENOVABAR“, welche sich als „Unter Aufwendung von Mitteln und Mühen eines Wohltäters wurde ich aufgerichtet und erneuert“. Die Buchstaben in Fettschrift stehen für lateinische Zahlen und ergeben das Jahr 1734 und verweisen damit auf die Barockisierung der Kapelle.

## Nutzung
In der Burgkapelle werden im Mai die Maiandachten der Pfarre Kaprun gehalten. Sie wird zudem als Hochzeitskapelle genutzt.